# Боднар Ольга Петрівна
Ольга Петрівна Боднар (нар. 3 лютого 1955, с-ще Ніда, Литва) — українська бібліотекарка. Заслужений працівник культури України (2008).

## Життєпис
Ольга Боднар народилася 3 лютого 1955 року у селищі Ніда Литви.
Навчалась в Синьківській (Богданівській) восьмирічній школі (1967), Чортківській середній школі-інтернаті (1972), Теребовлянському культурно-освітньому училищі (1976). Працювала завідувачкою бібліотеки філії села Синькова Заліщицького району (1973—2018).